# Ike Nwachukwu
Ike Omar Sanda Nwachukwu (* 1. September 1940 in Port Harcourt) ist ein ehemaliger nigerianischer Generalmajor und Politiker, der unter anderem zwischen 1987 und 1989 sowie erneut von 1990 bis 1993 Außenminister Nigerias war.

## Leben
Nwachukwu absolvierte eine Offiziersausbildung im Heer der Streitkräfte und war 1979 zunächst Kommandant der Heeresinfanterieschule sowie anschließend zwischen 1979 und 1984 als Provost Marshal Chef der Militärpolizei. 1984 wurde er Nachfolger von Sam Mbakwe als Gouverneur des Bundesstaates Imo und verblieb in dieser Verwendung bis 1985, woraufhin er durch Allison Madueke abgelöst wurde. Im Anschluss war er von 1985 bis 1986 Adjunct General.
Während der Amtszeit von Präsident Ibrahim Babangida fungierte Nwachukwu zwischen 1986 und 1987 zuerst als Minister für Beschäftigung, Arbeit und Produktivität und übernahm danach im Dezember 1987 von Bolaji Akinyemi erstmals das Amt des Außenministers und übte dieses bis zu seiner Ablösung durch Rilwanu Lukman im Dezember 1989 aus. Während seiner Amtszeit nahm er 1988 am Treffen der Außenminister des Commonwealth of Nations in Lusaka teil. Im Anschluss war er zwischen Januar und September 1990 Befehlshaber (General Officer Commanding) der 1. Division. Im September 1990 übernahm er von Lukman erneut das Amt des Außenministers und hatte dieses bis Januar 1993 inne, woraufhin Matthew Mbu sein Nachfolger wurde.
Im Mai 1999 wurde Nwachukwu Mitglied des Senats und vertrat in diesem bis zu seiner Ablösung im Mai 2003 die Interessen von Nord-Imo. Er war zeitweise auch Mitglied des Verwaltungsrates der Usman-dan-Fodio-Universität in Sokoto. Nwachukwu ist verheiratet und Vater von vier Kindern.